# Psychoda alveata
Psychoda alveata és una espècie d'insecte dípter pertanyent a la família dels psicòdids.

## Descripció
- És de color groguenc.
- La femella fa entre 0,77-0,84 mm de llargària a les antenes, mentre que les ales li mesuren 1,30-1,52 de longitud i 0,55-0,67 d'amplada.
- El mascle no ha estat encara descrit.[2]

## Distribució geogràfica
Es troba a Papua Nova Guinea.